# Dioptri
Dioptri (från grekiska διοπτρεία, dioptreia, "mäta med diopter" från διά dia, "genom"', οψ ops, "öga" och instrumentalsuffixet τρα tra; jämför dioptrik, läran om ljusbrytning) är en måttenhet för en lins ljusbrytande förmåga ("styrka") som framförallt används för glasögon och kontaktlinser. Enheten kan även användas för speglar och optiska system, men vanligtvis använder man i dessa sammanhang brännvidd (som för speglar och kameraobjektiv) eller förstoring (exempelvis för kikare, luppar och mikroskop) som "styrkebeteckning".
Brytningsförmågan beror av linsytornas krökning, linsens tjocklek och på linsmaterialets brytningsindex enligt linsmakarformeln. För att få en måttskala som stiger med ökande brytningsförmåga hos glasögonlinser infördes 1875 enheten dioptri motsvarande SI-enheten m-1. Dioptri saknar internationell standardförkortning: på svenska och engelska används ofta D och enligt tyska "enhetsförordningen" är förkortningen dpt.
Brytningsförmågan uttryckt i dioptrier, dioptritalet, beräknas genom att man tar det inverterade värdet av brännvidden angiven i meter:
{\displaystyle D={\frac {1}{f}}}, där {\displaystyle f} är linsens brännvidd (positiv för en konvex lins och negativ för en konkav).
Om brännvidden är 1/4 meter är dioptritalet 4. Om brännvidden är −1/2 meter (se brännvidd för konkava linser), blir dioptritalet −2.
En konkav lins ger en förminskad bild, har ett negativt dioptrital och kan korrigera närsynthet. En konvex lins ger en förstorad bild, har ett positivt dioptrital och kan korrigera översynthet, samt för ålderssynthet ge lämplig korrigering för närseende ("läsglasögon").

## Historik
Begreppet brytningsförmåga ("Brechkraft") för det inverterade värdet av brännvidden infördes av den tyske oftalmologen Albrecht Nagel 1866 och enhetsbeteckningen dioptrie föreslogs av fransmannen Ferdinand Monoyer 1872 utifrån namnet på Johannes Keplers Dioptrice som utkom 1611.
Enhetsbeteckningen fastställdes 1875 vid den internationella läkarkongressen i Bryssel och det oftalmologiska mötet i Heidelberg samma år. Dioptri antogs som enhet för optiska systems brytningsförmåga av EU 1979.